# Blanca Ovelar
Blanca Margarita Ovelar de Duarte (Concepción, 2 de setembro de 1957) é uma política paraguaia.
Filiada ao Partido Colorado, em 2003 foi nomeada ministra da Educação pelo presidente Nicanor Duarte Frutos. Em dezembro de 2007, novamente com o apoio do presidente, foi escolhida para ser a candidata de seu partido nas eleições presidenciais de 2008, na qual foi derrotada por Fernando Lugo.